# 茨营子乡
茨营子乡，是中华人民共和国河北省张家口赤城县下辖的一个乡镇级行政单位。

## 行政区划
茨营子乡下辖以下地区：
河口村、苏寺村、瓦房沟村、韩家栅村、东瓦窑村、罗车铺村、千松台村、碾子湾村、茨营子村、南沟村、庄户梁村、西沟村和古道梁村。